# Tezcutzingo
Texcotzingo (alternativamente, Tetzcotzingo,  Tezcutzingo o Tetzcotzinco).  Es un topónimo que procede del diminutivo de Tetzcoco y por lo cual vendría a traducirse como ’pequeño Tetzcoco’. Algunos han querido interpretar que el sufijo -tzin significa una forma de respeto, y señalaría que se trata de un lugar hermoso y apreciado, ya que en este lugar se encontraban los jardines de Netzahualcóyotl, los cuales son considerados como  los primeros jardines botánicos del mundo, junto con los jardines de Moctezuma en Oaxtepec. En realidad, el lugar más bien debería ser considerado un lugar sagrado o santuario, pero durante la época colonial fue destruido todo vestigio alusivo a la religión prehispánica. Los jardines y el sitio arqueológico están localizados aproximadamente a 32 kilómetros al noroeste de la Ciudad de México. Está ubicado en el municipio de Texcoco, en el estado de México y ocupa una superficie de 122 hectáreas.

## Historia
Texcotzingo se encontraba junto a la ciudad capital de Texcoco, y funcionaba como los jardines veraniegos imperiales, y resplandecía con toda la parafernalia real de la época, incluyendo las residencias imperiales y cortesanas; contaba también con un abastecimiento de agua verdaderamente excepcional. Sin embargo, Tetzcotzingo también puede ser visto como un espacio sagrado/hedonista, un espacio agrícola, una especie de declaración política o emblema, un espacio de actuación y de trabajos de tierras.
Texcotzingo fue creado y diseñado por Nezahualcóyotl en el siglo XV. Estos jardines imperiales fueron utilizados para recopilar y mostrar especímenes de plantas y animales para la comprensión enciclopédica de la fauna y la flora de todo el Imperio azteca, así como para el cultivo de plantas medicinales. Fue concebido como un lugar para la complacencia sensual y como una recreación del paraíso. Dedicados a Tláloc, dios de la lluvia, estos jardines fueron diseñados y construidos con esculturas que representaban la mitología azteca, incluyendo la celebración de números sagrados como el número 52, por ejemplo.
Los estudios técnicos realizados por el Instituto Nacional de Antropología e Historia de México (INAH), señalan una cronología para la zona arqueológica que se remonta al periodo comprendido entre los años 1431 a 1521 d. C., época en que tuvo mayor auge la actividad constructiva de monumentos arqueológicos, particularmente durante el mandato del ilustre gobernador texcocano Nezahualcóyotl. Entre las obras que realizó Nezahualcóyotl, destacan las del cerro Tetzcotzingo por su armonía arquitectónica con los elementos de la naturaleza, las que en su conjunto manifiestan el desarrollo de la tecnología hidráulica y el culto a las divinidades del agua desarrollado por el pueblo texcocano, siendo relevante que la descripción más completa sobre estas obras fue realizada por el ilustre cronista Fernando de Alva Ixtlilxóchitl en su obra Historia de la Nación Chichimeca.

## Arqueología
Los nuevos proyectos hidráulicos y los jardines de terraza transformaron la entonces tierra estéril en exuberantes jardines comestibles que incluían los tres alimentos básicos en toda la América prehispánica: frijol, maíz y calabaza. Los cursos de agua se utilizaban para conectar piscinas que tenían un significado histórico y mítico a través de esculturas monolíticas y representaciones simbólicas para poder reafirmar la conexión del Imperio azteca con las cosmografías míticas y con los imperios precedentes. Un claro ejemplo es un baño de piscina que está flanqueada por tres ranas, representando los tres estados del Imperio azteca: Tenochtitlán, Texcoco y Tlacopan, las ciudades que crearon el Imperio dominante de la cuenca central de México por espacio de tres siglos.
En el sitio existió antes de la conquista de México, un jardín botánico con plantas medicinales (que se piensa fue el primero en América), así como un zoológico. 
Los edificios más tempranos conocidos hasta la fecha datan de las últimas etapas del periodo Preclásico, hacia los primeros años de nuestra era, asimismo el estilo arquitectónico de las construcciones postclásicas de Tetzcotzingo ejemplifican con claridad la ingeniería aplicada a la construcción de un sistema hidráulico que abastecía de agua al sitio y a los pueblos cercanos a este, destacando estructuras para la captación del agua tales como El Acueducto, El Baño de la Reina, El Baño del Rey y El Reservorio.
En ese sentido, las instalaciones e infraestructura hidráulicas son semejantes a las que se encuentran en el cerro de Chapultepec. El agua llegaba transportada por acueductos y pozas con vegetación y era usado por poetas y otros intelectuales. A la llegada de los españoles, el sitio estaba en uso activo, y el propio Bernal Díaz del Castillo lo menciona como un sitio de extrema belleza.
Las manifestaciones estéticas de la práctica de los mitos —que eran vitales para la cultura azteca— también ocuparon un lugar importante en Texcotzingo, con espacios diseñados para la realización de la poesía, la música, el canto, el baile y la oración. La transformación de la montaña de Texcotzingo en el arte, y la percepción de que la montaña misma es una obra de arte, tiene gran importancia (ya sea mítica o de otro tipo) en la cultura precolombina, calificando así a Texcotzingo como un trabajo de tierra. También hay una conexión permanente entre las ideas del arte, la cultura y la naturaleza se manifiesta por la roca/esculturas, la flora existente/plantaciones, etc., en el diseño y construcción de Texcotzingo.
La belleza de este sitio, considerado como un palacio de la realeza texcocana o xochitecpancalli, inspiró al renombrado pintor José María Velasco para crear su afamado óleo conocido como Los Baños de Nezahualcóyotl, magna obra del arte mexicano. La zona arqueológica se encuentra enclavada en el "Sistema Tetzcotzingo", importante área natural protegida en la que prevalece gran biodiversidad de especies vegetales y animales endémicas. Fue declarado zona de monumentos históricos en 2002 por el gobierno de México.